# Уругвай на літніх Олімпійських іграх 1956
Уругвай брав участь у Літніх Олімпійських іграх 1956 року у Мельбурні (Австралія) усьоме за свою історію, і завоював одну бронзову медаль.

## Бронза
- Баскетбол, чоловіки.